# Dimitra Asilian
Dimitra Asilian (grekiska: Δήμητρα Ασιλιάν), född 10 juli 1972, är en grekisk vattenpolospelare. Hon ingick i Greklands landslag vid olympiska sommarspelen 2004.
Asilian tog OS-silver i damernas vattenpoloturnering i samband med de olympiska vattenpolotävlingarna 2004 i Aten. Hennes målsaldo i turneringen var tre mål.